# Lomapterina
Lomapterina is een subtribus uit de familie van bladsprietkevers (Scarabaeidae). 

## Taxonomie
De volgende geslachten zijn bij de subtribus ingedeeld:
- Agestrata Eschscholtz, 1829
- Ischiopsopha Gestro, 1874
- Lomaptera Gory & Percheron, 1833
- Megaphonia Schürhoff, 1933
- Morokia Janson, 1905
- Mycterophallus Van de Poll, 1886
  - = Lomapteroides Schoch, 1895
  - = Neophonia Kraatz, 1885
  - = Mycterophalus Kraatz 1886